# Norton Canes
Norton Canes is een civil parish in het bestuurlijke gebied Cannock Chase, in het Engelse graafschap Staffordshire.